# 滝口れもん
滝口 れもん（たきぐち れもん、1980年9月13日 - ）は、日本の漫画家。石川県羽咋市出身・在住。血液型はA型。既婚。2005年、『ハピスタ☆』でなかよし新人まんが賞佳作を受賞し、「なかよしラブリー」春の号でデビュー。同期は春瀬サク・美麻りん。

## 作品リスト
- ハピスタ☆（デビュー作）